# Thomas Frank
Thomas Frank (Frederiksværk, 9 ottobre 1973) è un allenatore di calcio danese di origini inglesi, tecnico del Tottenham.

## Carriera
Nel gennaio del 2017 si è trasferito in Inghilterra per unirsi al Brentford in qualità di vice-allenatore di Dean Smith; oltre ad essere un collegamento tra i calciatori e lo staff tecnico, il direttore sportivo Rasmus Ankersen ha rivelato che Frank «si prenderà cura dello sviluppo dei calciatori delle giovanili e si assicurerà che ci sia un futuro per loro nel club».
Nella stagione 2018-2019 è stato nominato allenatore della prima squadra in seguito alle dimissioni di Smith; ha rilevato un club scosso dalla recente morte del direttore tecnico Robert Rowan e ha sopportato un inizio di campionato complicato. Dopo il passaggio al 3-4-3, il Brentford ha cambiato marcia e Frank è stato eletto miglior allenatore del mese di gennaio; al termine dell'annata, le Bees hanno chiuso all'undicesimo posto in classifica.
Dopo un inizio irregolare della stagione 2019-20 e il ritorno a una formazione 4-3-3, 10 punti in cinque partite nell'ottobre 2019 hanno visto Frank nominato per il premio Championship Manager of the Month. Con il Brentford ai play-off, Frank e il suo assistente, Brian Riemer, hanno firmato nuovi contratti di tre anni e mezzo nel gennaio 2020. Dopo il riavvio della stagione, un giugno imbattuto ha vinto Frank il premio Championship Manager of the Month e ha supervisionato la corsa del Brentford alla finale dei playoff del campionato 2020, che il Brentford ha perso 2-1 contro i rivali di West London Fulham.
Alla fine di ottobre 2020 Frank ha raggiunto 100 partite come manager del Brentford e all'epoca aveva la più alta percentuale di vittorie di qualsiasi manager del Brentford che abbiano gestito almeno 100 partite. Nel bel mezzo di un'imbattibilità di 21 partite in partite di campionato, cinque vittorie nel dicembre 2020 hanno fatto vincere a Frank il premio Championship Manager of the Month. Nel marzo 2021 è stato nominato per il premio DBU Coach of the Year. Frank ha gestito il Brentford fino al secondo terzo posto consecutivo durante la stagione 2020-21 e ha fatto meglio durante i play-off, vincendo la promozione in Premier League dopo la vittoria per 2-0 sullo Swansea City nella finale dei play-off. La promozione lo rese il secondo allenatore del Brentford a vincere la promozione nella massima serie, dopo che Harry Curtis vinse il campionato di seconda divisione nel 1934-35. Durante la stagione 2020-21 Frank è stato nominato allenatore dell'anno DBU 2020 ed è stato nominato per il premio 2021 London Football Awards Manager of the Year.
Il 12 giugno 2025 diventa il nuovo allenatore del Tottenham.

## Statistiche

### Statistiche da allenatore
Statistiche aggiornate al 25 maggio 2025; in grassetto le competizioni vinte.
| Stagione         | Squadra          | Campionato       | Campionato | Campionato | Campionato | Campionato | Coppe nazionali | Coppe nazionali | Coppe nazionali | Coppe nazionali | Coppe nazionali | Coppe continentali | Coppe continentali | Coppe continentali | Coppe continentali | Coppe continentali | Altre coppe | Altre coppe | Altre coppe | Altre coppe | Altre coppe | Totale | Totale | Totale | Totale | % Vittorie | Piazzamento   |
| Stagione         | Squadra          | Comp             | G          | V          | N          | P          | Comp            | G               | V               | N               | P               | Comp               | G                  | V                  | N                  | P                  | Comp        | G           | V           | N           | P           | G      | V      | N      | P      | %          | Piazzamento   |
| ---------------- | ---------------- | ---------------- | ---------- | ---------- | ---------- | ---------- | --------------- | --------------- | --------------- | --------------- | --------------- | ------------------ | ------------------ | ------------------ | ------------------ | ------------------ | ----------- | ----------- | ----------- | ----------- | ----------- | ------ | ------ | ------ | ------ | ---------- | ------------- |
| 2013-2014        | Brøndby          | SL               | 33         | 13         | 13         | 7          | CD              | 1               | 0               | 0               | 1               | -                  | -                  | -                  | -                  | -                  | -           | -           | -           | -           | -           | 34     | 13     | 13     | 8      | 38,24      | 4º            |
| 2014-2015        | Brøndby          | SL               | 33         | 16         | 7          | 10         | CD              | 3               | 2               | 0               | 1               | UEL                | 2                  | 0                  | 0                  | 2                  | -           | -           | -           | -           | -           | 38     | 18     | 7      | 13     | 47,37      | 3º            |
| 2015-gen. 2016   | Brøndby          | SL               | 20         | 9          | 5          | 6          | CD              | 2               | 2               | 0               | 0               | UEL                | 8                  | 3                  | 4                  | 1                  | -           | -           | -           | -           | -           | 30     | 14     | 9      | 7      | 46,67      | Dimissionario |
| Totale Brøndby   | Totale Brøndby   | Totale Brøndby   | 86         | 38         | 25         | 23         |                 | 6               | 4               | 0               | 2               |                    | 10                 | 3                  | 4                  | 3                  |             | -           | -           | -           | -           | 102    | 45     | 29     | 28     | 44,12      |               |
| 2018-2019        | Brentford        | FLC              | 34         | 13         | 7          | 14         | FACup+CdL       | 4+0             | 2               | 1               | 1               | -                  | -                  | -                  | -                  | -                  | -           | -           | -           | -           | -           | 38     | 15     | 8      | 15     | 39,47      | 11º           |
| 2019-2020        | Brentford        | FLC              | 46+3       | 24+1       | 9+0        | 13+2       | FACup+CdL       | 2+1             | 1+0             | 0+1             | 1+0             | -                  | -                  | -                  | -                  | -                  | -           | -           | -           | -           | -           | 52     | 26     | 10     | 16     | 50,00      | 3º            |
| 2020-2021        | Brentford        | FLC              | 46+3       | 24+2       | 15+0       | 7+1        | FACup+CdL       | 2+6             | 1+3             | 0+2             | 1+1             | -                  | -                  | -                  | -                  | -                  | -           | -           | -           | -           | -           | 57     | 30     | 17     | 10     | 52,63      | 3º            |
| 2021-2022        | Brentford        | PL               | 38         | 13         | 7          | 18         | FACup+CdL       | 2+4             | 1+3             | 0+0             | 1+1             | -                  | -                  | -                  | -                  | -                  | -           | -           | -           | -           | -           | 44     | 17     | 7      | 20     | 38,64      | 13°           |
| 2022-2023        | Brentford        | PL               | 38         | 15         | 14         | 9          | FACup+CdL       | 1+1             | 0+1             | 0               | 1+0             | -                  | -                  | -                  | -                  | -                  | -           | -           | -           | -           | -           | 40     | 16     | 14     | 10     | 40,00      | 9°            |
| 2023-2024        | Brentford        | PL               | 38         | 10         | 9          | 19         | FACup+CdL       | 2+2             | 0               | 1+1             | 1+1             | -                  | -                  | -                  | -                  | -                  | -           | -           | -           | -           | -           | 42     | 10     | 11     | 21     | 23,81      | 16°           |
| 2024-2025        | Brentford        | PL               | 38         | 16         | 8          | 14         | FACup+CdL       | 1+4             | 0+2             | 0+1             | 1+1             | -                  | -                  | -                  | -                  | -                  | -           | -           | -           | -           | -           | 43     | 18     | 9      | 16     | 41,86      | 10°           |
| Totale Brentford | Totale Brentford | Totale Brentford | 284        | 118        | 69         | 97         |                 | 32              | 14              | 7               | 11              |                    | -                  | -                  | -                  | -                  |             | -           | -           | -           | -           | 316    | 132    | 76     | 108    | 41,77      |               |
| 2025-2026        | Tottenham        | PL               | 0          | 0          | 0          | 0          | FACup+CdL       | 0               | 0               | 0               | 0               | UCL                | 0                  | 0                  | 0                  | 0                  | SU          | 1           | 0           | 1           | 0           | 1      | 0      | 1      | 0      | &0,00      | in corso      |
| Totale carriera  | Totale carriera  | Totale carriera  | 370        | 156        | 94         | 120        |                 | 38              | 18              | 7               | 13              |                    | 10                 | 3                  | 4                  | 3                  |             | 1           | 0           | 1           | 0           | 419    | 177    | 106    | 136    | 42,24      |               |